# Takeshi Fujii
Takeshi Fujii (藤井 猛 Fujii Takeshi?, 29 de septiembre de 1970) es un jugador profesional de shōgi, de rango 9-dan. Ha sido ganador del título de Ryūō, así como director no ejecutivo de la Asociación Japonesa de Shogi.
Fujii es conocido por desarrollar el Sistema Fujii, una clase de estrategias para aperturas de Torre en Cuarta fila contra oponentes que juegan Torre Estática, especialmente Anaguma de Torre estática.

## Profesional de shogi
La primera victoria de Fujii como profesional en un torneo ocurrió en 1996, cuando derrotó a Tadahisa Maruyama por 2 juegos a 1 para ganar el 27.º torneo Shinjin-Ō . El año siguiente, Fujii defendió su título al derrotar a Mamoru Hatakeyama 2 juegos a cero para ganar el 28.º torneo Shinjin-Ō . Fujii ganóel torneo por tercera vez en 1999 al derrotar a Kazushiza Horiguchi 2 juegos a cero para ganar el 30.º torneo Shinjin-Ō. Fujii es la única persona en ganar el torneo Shinjin-Ō tres veces.
La primera aparición de Fujii en una final para un título grande ocurrió en 1998 cuándo retó a Kōji Tanigawa por el título de 11.º Ryūō. Fujii ganó el derecho a retar a Tanigawa al ganar la Clase 4 en las rondas preliminares del torneo y luego avanzar a las finales del torneo de retador donde  derrotó a Yoshiharu Habu 2 juegos a 1. En la partida por el título contra Tanigawa, Fujii ganó los primeros cuatro juegos para terminar ganando 4 a cero y ganar su primer título grande. Fujii exitosamente defendió su título los dos años siguientes al derrotar a Daisuke Suzuki 4 juegos a 1 (12.º Ryūō) en 1999 y a Habu por 4 juegos a 3 (13.º Ryūō ) en el 2000, convirtiéndose con la victoria de Fujii sobre Habu en la primera persona en ganar el título de Ryuo por tres años consecutivos. Fujii, sin embargo, fue incapaz de defender su título por tercera vez consecutiva al perder ante Habu por 4 juegos a 1 en el 14.º Ryūō en 2001.
Fujii también fue el retador de Habu por los títulos de 48.º y 58.º Ōza en 2000 y 2010 respectivamente, así como para el título de 53.º Ōi en 2012, pero perdió cada vez: 48.º Ōza (2002) por 3 juegos a 2; en el 58.º Ōza (2010) por 3 partidas a cero; y en el 53.º Ōi (2012) por 4 juegos a 1.
Fujii se convirtió en el 49.º jugador profesional en ganar 600 partidas oficiales al derrotar a Tetsurō Itodani el 27 de enero de 2016.

## Director de la JSA
Fujii fue escogido por la junta directiva de la Asociación Japonesa de Shogi como director no ejecutivo en la 63.ª Reunión General de la asociación en junio de 2012. Trabajó en tal capacidad hasta junio de 2014.

## Historia de ascensos
La historia de ascensos de Fujii es la siguiente:
- 1986, abril: 6-kyū
- 1988, octubre: 1-dan
- 1 de abril de 1991: 4-dan
- 1 de abril de 1994: 5-dan
- 1 de abril de 1995: 6-dan
- 1 de octubre de 1998: 7-dan
- 1 de octubre de 1999: 8-dan
- 1 de octubre de 2000: 9-dan

## Títulos y otros campeonatos
Fujii ha aparecido en partidas por títulos grandes siete veces y ha ganado tres títulos. Ganó los títulos 11.º (1998), 12.º (1999) y 13.º (2000) del Ryūō. Además de títulos grandes, Fujii ha ganado ocho títulos en otros campeonatos durante su carrera.

### Grandes Títulos
| Título | Años      | Número total de veces |
| ------ | --------- | --------------------- |
| Ryūō   | 1998–2000 | 3                     |

### Otros campeonatos
| Torneo                                     | Años            | Número de veces |
| ------------------------------------------ | --------------- | --------------- |
| Shinjin-O                                  | 1996–1997, 1999 | 3               |
| JT Nihon Series                            | 2002, 2005      | 2               |
| Ginga-sen                                  | 2016            | 1               |
| *Quick Play Young Professionals Tournament | 1997            | 1               |
| *Hayazashi Senshuken                       | 1999            | 1               |

Nota: los torneos marcados con un asterisco (̈*) ya no se juegan.

## Premios y honores
Fujii ha recibido un número de premios y honores a lo largo de su carrera por sus logros dentro y fuera de un tablero de shogi. Estos incluyen los Premios Anuales de Shogi concedidos por la JSA por el desempeño en juegos oficiales así como otros premios de la JSA premios por logros en su carrera, y premios recibidos de organizaciones gubernamentales, etc. por sus contribuciones a la sociedad japonesa.

### Premios Anuales de Shogi
- 24.o Premios Anuales (abril de 1996 - marzo de 1997): Premio Masuda
- 26.o Premios Anuales (abril de 1998 - marzo de1999): Más Partidas Ganadas, Más Partidas Jugadas, Premio a la Técnica
- 27.o Premios Anuales (abril de 1999 - marzo de 2000): Premio por Servicio Distinguido
- 28.o Premios Anuales (abril de 2000 - marzo de 2001): Premio a la Técnica
- 38.o Premios Anuales (abril de 2010 - marzo de 2011): Premio Especial a la Partida del Año
- 40.o Premios Anuales (abril de 2012 - marzo de 2013): Premio Masuda

### Otros premios
- 1999, enero: Ciudad de Numata  Premio a Ciudadano Meritorio
- 2016, enero: Premio de Honor de Shogi (Otorgado por la JSA en reconocimiento por ganar 600 juegos oficiales como profesional)
- 2016:  Premio por 25 Años de Servicio (Otorgado por la JSA en reconocimiento por ser profesional activo durante veinticinco años)

## Premios en dinero al final del año y ranking de dinero por juego
Fujii ha terminado entre los "Top 10" de los premios en dinero y ranking de dinero por juego de la JSA nueve veces desde 1993, y dos veces en los "Top 3".
| Año  | Cantidad    | Rango |
| ---- | ----------- | ----- |
| 1998 | ¥27,050,000 | 6.º   |
| 1999 | ¥61,460,000 | 4.º   |
| 2000 | ¥65,030,000 | 3rdh  |
| 2001 | ¥58,230,000 | 2.º   |
| 2002 | ¥34,170,000 | 6.º   |
| 2005 | ¥19,810,000 | 9.º   |
| 2006 | ¥25,060,000 | 7.º   |
| 2010 | ¥24,100,000 | 8.º   |
| 2012 | ¥17,050,000 | 9.º   |

- Nota: Todas las  cantidades están dadas en yen japonés e incluyen premios en dinero de premio y ganancis obtenidas por torneos y partidas oficiales llevados a cabo entre el 1 de enero y el 31 de diciembre.